# Premier district congressionnel du Minnesota
Le 1er district congressionnel du Minnesota s'étend sur le sud du Minnesota, de la frontière avec le Dakota du Sud jusqu'à la frontière avec le Wisconsin. Il s'agit d'un district essentiellement rural bâti sur une forte histoire agricole, bien que celle-ci évolue rapidement en raison de la forte croissance démographique dans la zone statistique combinée de Rochester. Le district abrite également plusieurs des grandes villes de taille moyenne du Minnesota, notamment Rochester, Mankato, Winona, Austin, Owatonna, Albert Lea, Red Wing, New Ulm, Worthington et Lake City. Il est représenté par le Républicain Brad Finstad.
Depuis le début de l'État jusqu'après le recensement de 2000, le district couvrait uniquement le sud-est du Minnesota. Au cours du XXe siècle, il était généralement considéré comme solidement Républicain, mais il est devenu davantage un swing district à la fin du XXe et au début du XXIe siècle. En 2004, John Kerry a obtenu 47 % des voix dans la circonscription. En 2006, le Représentant Républicain Gil Gutknecht a perdu face au Démocrate Tim Walz. En mars 2017, Walz a annoncé qu'il ne se présenterait pas à la réélection au Congrès, mais qu'il se présenterait plutôt au poste de Gouverneur du Minnesota. Sur le papier, la circonscription est plutôt républicaine, avec un CPVI de R+7, mais certaines élections récentes ont été parmi les plus serrées du pays, remportées par moins d'un point de pourcentage en 2016 et 2018. Aux élections générales de 2022, le Républicain Brad Finstad a battu le candidat Démocrate par 11,5 points. Sa marge de victoire était la plus grande parmi tous les candidats de la circonscription depuis 2012 et la meilleure performance pour un Républicain depuis 2004.

## Géographie
| #   | Comté      | Siège       | Population |
| --- | ---------- | ----------- | ---------- |
| 13  | Blue Earth | Mankato     | 70 006     |
| 15  | Brown      | New Ulm     | 25 628     |
| 39  | Dodge      | Mantorville | 21 088     |
| 43  | Faribault  | Blue Earth  | 13 873     |
| 45  | Fillmore   | Preston     | 21 522     |
| 47  | Freeborn   | Albert Lea  | 30 515     |
| 49  | Goodhue    | Red Wing    | 48 035     |
| 55  | Houston    | Caledonia   | 18 582     |
| 63  | Jackson    | Jackson     | 9919       |
| 91  | Martin     | Fairmont    | 19 657     |
| 99  | Mower      | Austin      | 40 058     |
| 103 | Nicollet   | St. Peter   | 34 242     |
| 105 | Nobles     | Worthington | 21 727     |
| 109 | Olmsted    | Rochester   | 164 784    |
| 131 | Rice       | Faribault   | 67 948     |
| 133 | Rock       | Luverne     | 9551       |
| 147 | Steele     | Owatonna    | 37 421     |
| 157 | Wabasha    | Wabasha     | 21 683     |
| 161 | Waseca     | Waseca      | 19 981     |
| 165 | Watonwan   | St. James   | 11 077     |
| 169 | Winona     | Winona      | 49 721     |

### Villes et townships de 10 000 habitants ou plus
- Rochester - 122 413
- Mankato - 45 140
- Owatonna - 26 470
- Austin - 26 208
- Winona - 25 842
- Faribault - 24 518
- Albert Lea - 18 396
- Red Wing - 16 547
- Mankato Nord - 14 251
- New Ulm - 14 120
- Worthington - 13 743
- St. Peter - 12 156
- Fairmont - 10 260

### Villes de 2 500 à 10 000 habitants
- Waseca - 9150
- Kasson - 6851
- Stewartville - 6687
- Byron - 6312
- La Crescent - 5274
- Lake City - 5252
- Luverne - 4946
- St. James - 4793
- Cannon Falls - 4220
- Goodview - 4138
- Marion Township - 4031
- Charles - 3990
- Pine Island - 3769
- Zumbrota - 3726
- Plainview - 3483
- Sleepy Eye - 3452
- Jackson - 3323
- Eagle Lake - 3286
- Blue Earth - 3248
- Chatfield - 2997
- Caledonia - 2847
- Dodge Center - 2844
- Cascade Township - 2828
- Wabasha - 2559
- Lake Crystal - 2539

## Historique de vote
| Année | Poste                  | Résultats                    |
| ----- | ---------------------- | ---------------------------- |
| 2000  | Président              | Bush 49,0 % - 45,0 %         |
| 2004  | Président              | Bush 51,0 % - 47,0 %         |
| 2008  | Président              | Obama 51,0 % - 47,0 %        |
| 2012  | Président              | Obama 50,0 % - 48,0 %        |
| 2012  | Sénat                  | Klobuchar 62,0 % - 32,0 %    |
| 2014  | Gouverneur             | Johnson 48,0 % - 46,0 %      |
| 2014  | Ministre de la Justice | Swanson 48,0 % - 43,0 %      |
| 2014  | Secrétaire d'État      | Severson 50,0 % - 42,0 %     |
| 2014  | Auditeur de l'État     | Otto 45,0 % - 45,0 %         |
| 2016  | Président              | Donald Trump 53,0 % - 38,0 % |
| 2018  | Gouverneur             | Walz 50,0 % - 47,0 %         |
| 2018  | Ministre de la Justice | Wardlow 52,0 % - 42,0 %      |
| 2018  | Sénat                  | Klobuchar 54,0 % - 42,0 %    |
| 2018  | Sénat (Spéciale)       | Housley 49,0 % - 46,0 %      |
| 2018  | Secrétaire d'État      | Howe 50,0 % - 45,0 %         |
| 2018  | Auditeur de l'État     | Myrha 50,0 % - 43,0 %        |
| 2020  | Président              | Trump 54,0 % - 44,0 %        |
| 2022  | Gouverneur             | Jensen 52,0 % - 45,0 %       |
| 2022  | Ministre de la Justice | Jim Schultz 57,0 % - 43,0 %  |
| 2022  | Secrétaire d'État      | Kim Crockett 54,0 % - 46,0 % |
| 2022  | Auditeur de l'État     | Ryan Wilson 55,0 % - 40,0 %  |

## Liste des Représentants du district
| Membre                     | Parti            | Années                            | Congrès     | Histoire électorale | Zone géographique |
| -------------------------- | ---------------- | --------------------------------- | ----------- | --- | --- |
| District établit le 4 mars |                  |                                   |             | | |
| William Windom             | Républicain      | 4 mars 1863 - 3 mars 1869         | 38e - 40e   | Redécoupage depuis le district at-large et réélu en 1862. Réélu en 1864. Réélu en 1866. Retrait. | 1863–1873 |
| Morton S. Wilkinson (en)   | Républicain      | 4 mars 1869 - 3 mars 1871         | 41e         | Élu en 1868. perd sa renomination. | 1863–1873 |
| Mark H. Dunnell            | Républicain      | 4 mars 1871 - 3 mars 1883         | 42e - 47e   | Élu en 1870. Réélu en 1872. Réélu en 1874. Réélu en 1876. Réélu en 1878. Réélu en 1880. Retrait pour se présenter comme Sénateur des États-Unis. | 1863–1873 |
| Mark H. Dunnell            | Républicain      | 4 mars 1871 - 3 mars 1883         | 42e - 47e   | Élu en 1870. Réélu en 1872. Réélu en 1874. Réélu en 1876. Réélu en 1878. Réélu en 1880. Retrait pour se présenter comme Sénateur des États-Unis. | 1873–1883 Blue Earth, Cottonwood, Dodge, Faribault, Fillmore, Freeborn, Houston, Jackson, Martin, Mower, Murray, Nobles, Olmsted, Pipestone, Rock, Steele, Waseca, Watonwan et Winona.                                               |
| Milo White (en)            | Républicain      | 4 mars 1883 - 3 mars 1887         | 48e , 49e   | Élu en 1882. Réélu en 1884. Retrait. | 1883–1893 Dodge, Fillmore, Freeborn, Houston, Mower, Olmsted, Steele, Wabasha et Winona |
| Thomas Wilson (en)         | Démocrate (DFL)  | 4 mars 1887 - 3 mars 1889         | 50e         | Élu en 1886. perd sa réélection. | 1883–1893 Dodge, Fillmore, Freeborn, Houston, Mower, Olmsted, Steele, Wabasha et Winona |
| Mark H. Dunnell            | Républicain      | 4 mars 1889 - 3 mars 1891         | 51e         | Élu en 1888. perd sa réélection. | 1883–1893 Dodge, Fillmore, Freeborn, Houston, Mower, Olmsted, Steele, Wabasha et Winona |
| William H. Harries (en)    | Démocrate (DFL)  | 4 mars 1891 - 3 mars 1893         | 52e         | Élu en 1890. perd sa réélection. | 1883–1893 Dodge, Fillmore, Freeborn, Houston, Mower, Olmsted, Steele, Wabasha et Winona |
| James Albertus Tawney (en) | Républicain      | 4 mars 1893 - 3 mars 1911         | 53e - 60e   | Élu en 1892. Réélu en 1894. Réélu en 1896. Réélu en 1898. Réélu en 1900. Réélu en 1902. Réélu en 1904. Réélu en 1906. Réélu en 1908. perd sa renomination.                                                                                             | 1893–1933 Dodge, Fillmore, Freeborn, Houston, Mower, Olmsted, Steele, Wabasha, Waseca et Winona |
| Sydney Anderson (en)       | Républicain      | 4 mars 1911 - 3 mars 1925         | 61e - 68e   | Élu en 1910. Réélu en 1912. Réélu en 1914. Réélu en 1916. Réélu en 1918. Réélu en 1920. Réélu en 1922. Retrait. | 1893–1933 Dodge, Fillmore, Freeborn, Houston, Mower, Olmsted, Steele, Wabasha, Waseca et Winona |
| Allen J. Furlow (en)       | Républicain      | 4 mars 1925 - 3 mars 1929         | 69e , 70e   | Élu en 1924. Réélu en 1926. perd sa renomination. | 1893–1933 Dodge, Fillmore, Freeborn, Houston, Mower, Olmsted, Steele, Wabasha, Waseca et Winona |
| Victor Christgau (en)      | Républicain      | 4 mars 1929 - 3 mars 1933         | 71e , 72e   | Élu en 1928. Réélu en 1930. Redécoupage vers le district at-large et perd sa réélection comme Indépendant. | 1893–1933 Dodge, Fillmore, Freeborn, Houston, Mower, Olmsted, Steele, Wabasha, Waseca et Winona |
| District inactif           | District inactif | 4 mars 1933 - 3 janvier 1935      | 73e         | Membre élus at-large | Membre élus at-large |
| August H. Andresen (en)    | Républicain      | 3 janvier 1935 - 14 janvier 1958  | 74e - 85e   | Élu en 1934. Réélu en 1936. Réélu en 1938. Réélu en 1940. Réélu en 1942. Réélu en 1944. Réélu en 1946. Réélu en 1948. Réélu en 1950. Réélu en 1952. Réélu en 1954. Réélu en 1956. Décès.                                                               | 1935–1963 Dodge, Fillmore, Freeborn, Goodhue, Houston,Mower, Olmsted, Rice, Steele, Wabasha, Waseca et Winona |
| Vacant                     | Vacant           | 14 janvier 1958 - 18 février 1958 | 85e         | | 1935–1963 Dodge, Fillmore, Freeborn, Goodhue, Houston,Mower, Olmsted, Rice, Steele, Wabasha, Waseca et Winona |
| Al Quie                    | Républicain      | 18 février 1958 - 3 janvier 1979  | 85e - 95e   | Élu pour terminer le mandat d'Andresen. Réélu en 1958. Réélu en 1960. Réélu en 1962. Réélu en 1964. Réélu en 1966. Réélu en 1968. Réélu en 1970. Réélu en 1972. Réélu en 1974. Réélu en 1976. Retrait pour se présenter comme Gouverneur du Minnesota. | 1935–1963 Dodge, Fillmore, Freeborn, Goodhue, Houston,Mower, Olmsted, Rice, Steele, Wabasha, Waseca et Winona |
| Al Quie                    | Républicain      | 18 février 1958 - 3 janvier 1979  | 85e - 95e   | Élu pour terminer le mandat d'Andresen. Réélu en 1958. Réélu en 1960. Réélu en 1962. Réélu en 1964. Réélu en 1966. Réélu en 1968. Réélu en 1970. Réélu en 1972. Réélu en 1974. Réélu en 1976. Retrait pour se présenter comme Gouverneur du Minnesota. | 1963–1973 Dakota, Dodge, Fillmore, Freeborn, Goodhue Houston, Mower, Olmsted, Rice, Steele, Wabasha et Winona |
| Al Quie                    | Républicain      | 18 février 1958 - 3 janvier 1979  | 85e - 95e   | Élu pour terminer le mandat d'Andresen. Réélu en 1958. Réélu en 1960. Réélu en 1962. Réélu en 1964. Réélu en 1966. Réélu en 1968. Réélu en 1970. Réélu en 1972. Réélu en 1974. Réélu en 1976. Retrait pour se présenter comme Gouverneur du Minnesota. | 1973–1983 Dodge, Fillmore, Goodhue, Houston, Olmsted, Rice,Steele, Wabasha, Washigton et Winona, parties de Dakota |
| Arlen Erdhal (en)          | Républicain      | 3 janvier 1979 - 3 janvier 1983   | 96e , 97e   | Élu en 1978. Réélu en 1980. perd sa renomination. | |
| Tim Penny (en)             | Démocrate (DFL)  | 3 janvier 1983 - 3 janvier 1995   | 98e - 103e  | Élu en 1982. Réélu en 1984. Réélu en 1986. Réélu en 1988. Réélu en 1990. Réélu en 1992. Retrait. | 1983–1993 Blue Earth, Dodge, Fillmore, Freeborn, Houston,Mower, Olmsted, Rice, Steele, Wabasha, Waseca et Winona, parties de Dakota, Goodhue, Le Sueur et Scott                                                                      |
| Tim Penny (en)             | Démocrate (DFL)  | 3 janvier 1983 - 3 janvier 1995   | 98e - 103e  | Élu en 1982. Réélu en 1984. Réélu en 1986. Réélu en 1988. Réélu en 1990. Réélu en 1992. Retrait. | 1993–1995 Blue Earth, Dodge, Faribault, Fillmore, Freeborn, Goodhue, Houston, Le Sueur, Mower, Olmsted, Rice, Steele, Wabasha, Waseca et Winona, parties de Dakota et Scott                                                          |
| Gil Gutknecht              | Républicain      | 3 janvier 1995 - 3 janvier 2007   | 104e - 109e | Élu en 1994. Réélu en 1996. Réélu en 1998. Réélu en 2000. Réélu en 2002. Réélu en 2004. perd sa réélection. | 1995–2003 Blue Earth, Dodge, Faribault, Fillmore, Freeborn, Goodhue, Houston, Mower, Olmsted, Rice, Steele, Wabasha, Waseca et Winona, parties de Dakota, Le Sueur, Nicollet et Scott                                                |
| Gil Gutknecht              | Républicain      | 3 janvier 1995 - 3 janvier 2007   | 104e - 109e | Élu en 1994. Réélu en 1996. Réélu en 1998. Réélu en 2000. Réélu en 2002. Réélu en 2004. perd sa réélection. | 2003–2013 Blue Earth, Brown, Cottonwood, Dodge, Faribault, Fillmore, Freeborn, Houston, Jackson, Martin, Mower, Murray, Nicollet, Nobles, Olmsted, Pipestone, Rock, Steele, Wabasha, Waseca, Watonwan et Winona, parties de Le Sueur |
| Tim Walz                   | Démocrate (DFL)  | 3 janvier 2007 - 3 janvier 2019   | 110e - 115e | Élu en 2006. Réélu en 2008. Réélu en 2010. Réélu en 2012. Réélu en 2014. Réélu en 2016. Retrait pour se présenter comme Gouverneur du Minnesota. | |
| Tim Walz                   | Démocrate (DFL)  | 3 janvier 2007 - 3 janvier 2019   | 110e - 115e | Élu en 2006. Réélu en 2008. Réélu en 2010. Réélu en 2012. Réélu en 2014. Réélu en 2016. Retrait pour se présenter comme Gouverneur du Minnesota. | 2013–2023 Blue Earth, Brown, Dodge, Faribault, Fillmore, Freeborn, Houston, Jackson, Le Sueur, Martin, Mower, Nicollet, Nobles, Olmsted, Rock, Steele, Waseca, Watonwan et Winona, parties de Cottonwood et Rice                     |
| Jim Hagedorn               | Républicain      | 3 janvier 2019 - 17 février 2022  | 116e , 117e | Élu en 2018. Réélu en 2020. Décès. | |
| Vacant                     | Vacant           | 17 février 2002 - 12 août 2022    | 117e        | | |
| Brad Finstad               | Républicain      | 12 août 2022 - Présent            | 117e , 118e | Élu pour terminer le mandat d'Hagedorn. Réélu en 2022. Réélu en 2024. | |
| Brad Finstad               | Républicain      | 12 août 2022 - Présent            | 117e , 118e | Élu pour terminer le mandat d'Hagedorn. Réélu en 2022. Réélu en 2024. | 2023–Présent Blue Earth, Dodge, Faribault, Fillmore, Freeborn, Goodhue, Houston, Jackson, Martin, Mower, Nicolett, Nobles, Olmsted, Rock, Steele, Wabasha, Waseca, Watonwan et Winona, parties de Brown et Rice                      |

## Résultats des récentes élections
Voici les résultats des dix précédents cycles électoraux dans le district,

### 2004
| Élection de 2004 du 1er district congressionnel du Minnesota | Élection de 2004 du 1er district congressionnel du Minnesota | Élection de 2004 du 1er district congressionnel du Minnesota | Élection de 2004 du 1er district congressionnel du Minnesota | Élection de 2004 du 1er district congressionnel du Minnesota |
| ------------------------------------------------------------ | ------------------------------------------------------------ | ------------------------------------------------------------ | ------------------------------------------------------------ | ------------------------------------------------------------ |
| Parti                                                        | Parti                                                        | Candidat                                                     | Votes                                                        | %                                                            |
|                                                              | Républicain                                                  | Gil Gutknecht (sortant)                                      | 193 132                                                      | 60,0                                                         |
|                                                              | Démocrate (DFL)                                              | Leigh Pomeroy                                                | 115 088                                                      | 35,0                                                         |
|                                                              | Indépendance                                                 | Gregory Mikkelson                                            | 15 569                                                       | 5,0                                                          |
| Total des votes                                              | Total des votes                                              | Total des votes                                              | 323 789                                                      | 100 %                                                        |
|                                                              | Les Républicains conservent                                  |                                                              |                                                              |                                                              |

### 2006
| Élection de 2006 du 1er district congressionnel du Minnesota | Élection de 2006 du 1er district congressionnel du Minnesota | Élection de 2006 du 1er district congressionnel du Minnesota | Élection de 2006 du 1er district congressionnel du Minnesota | Élection de 2006 du 1er district congressionnel du Minnesota |
| ------------------------------------------------------------ | ------------------------------------------------------------ | ------------------------------------------------------------ | ------------------------------------------------------------ | ------------------------------------------------------------ |
| Parti                                                        | Parti                                                        | Candidat                                                     | Votes                                                        | %                                                            |
|                                                              | Démocrate (DFL)                                              | Tim Walz                                                     | 141 622                                                      | 53,0                                                         |
|                                                              | Républicain                                                  | Gil Gutknecht (sortant)                                      | 126 487                                                      | 47,0                                                         |
| Total des votes                                              | Total des votes                                              | Total des votes                                              | 268 109                                                      | 100 %                                                        |
|                                                              | Les Démocrate (DFL) prennent aux Républicains                |                                                              |                                                              |                                                              |

### 2008
| Élection de 2008 du 1er district congressionnel du Minnesota | Élection de 2008 du 1er district congressionnel du Minnesota | Élection de 2008 du 1er district congressionnel du Minnesota | Élection de 2008 du 1er district congressionnel du Minnesota | Élection de 2008 du 1er district congressionnel du Minnesota |
| ------------------------------------------------------------ | ------------------------------------------------------------ | ------------------------------------------------------------ | ------------------------------------------------------------ | ------------------------------------------------------------ |
| Parti                                                        | Parti                                                        | Candidat                                                     | Votes                                                        | %                                                            |
|                                                              | Démocrate (DFL)                                              | Tim Walz (sortant)                                           | 207 748                                                      | 62,5                                                         |
|                                                              | Républicain                                                  | Brian J. Davis                                               | 109 446                                                      | 32,9                                                         |
|                                                              | Indépendance                                                 | Gregory Mikkelson                                            | 14 903                                                       | 4,5                                                          |
| Total des votes                                              | Total des votes                                              | Total des votes                                              | 332 097                                                      | 100 %                                                        |
|                                                              | Les Démocrate (DFL) conservent                               |                                                              |                                                              |                                                              |

### 2010
| Élection de 2010 du 1er district congressionnel du Minnesota | Élection de 2010 du 1er district congressionnel du Minnesota | Élection de 2010 du 1er district congressionnel du Minnesota | Élection de 2010 du 1er district congressionnel du Minnesota | Élection de 2010 du 1er district congressionnel du Minnesota |
| ------------------------------------------------------------ | ------------------------------------------------------------ | ------------------------------------------------------------ | ------------------------------------------------------------ | ------------------------------------------------------------ |
| Parti                                                        | Parti                                                        | Candidat                                                     | Votes                                                        | %                                                            |
|                                                              | Démocrate (DFL)                                              | Tim Walz (sortant)                                           | 122 390                                                      | 49,4                                                         |
|                                                              | Républicain                                                  | Randy Demmer                                                 | 109 261                                                      | 44,1                                                         |
|                                                              | Indépendance                                                 | Steven Wilson                                                | 13 243                                                       | 5,3                                                          |
| Total des votes                                              | Total des votes                                              | Total des votes                                              | 244 894                                                      | 100 %                                                        |
|                                                              | Les Démocrate (DFL) conservent                               |                                                              |                                                              |                                                              |

### 2012
| Élection de 2010 du 1er district congressionnel du Minnesota | Élection de 2010 du 1er district congressionnel du Minnesota | Élection de 2010 du 1er district congressionnel du Minnesota | Élection de 2010 du 1er district congressionnel du Minnesota | Élection de 2010 du 1er district congressionnel du Minnesota |
| ------------------------------------------------------------ | ------------------------------------------------------------ | ------------------------------------------------------------ | ------------------------------------------------------------ | ------------------------------------------------------------ |
| Parti                                                        | Parti                                                        | Candidat                                                     | Votes                                                        | %                                                            |
|                                                              | Démocrate (DFL)                                              | Tim Walz (sortant)                                           | 193 211                                                      | 57,5                                                         |
|                                                              | Républicain                                                  | Allen Quist                                                  | 142 164                                                      | 42,3                                                         |
| Total des votes                                              | Total des votes                                              | Total des votes                                              | 335 375                                                      | 100 %                                                        |
|                                                              | Les Démocrate (DFL) conservent                               |                                                              |                                                              |                                                              |

### 2014
| Élection de 2014 du 1er district congressionnel du Minnesota | Élection de 2014 du 1er district congressionnel du Minnesota | Élection de 2014 du 1er district congressionnel du Minnesota | Élection de 2014 du 1er district congressionnel du Minnesota | Élection de 2014 du 1er district congressionnel du Minnesota |
| ------------------------------------------------------------ | ------------------------------------------------------------ | ------------------------------------------------------------ | ------------------------------------------------------------ | ------------------------------------------------------------ |
| Parti                                                        | Parti                                                        | Candidat                                                     | Votes                                                        | %                                                            |
|                                                              | Démocrate (DFL)                                              | Tim Walz (sortant)                                           | 122 851                                                      | 54,2                                                         |
|                                                              | Républicain                                                  | Jim Hagedom                                                  | 103 536                                                      | 45,7                                                         |
| Total des votes                                              | Total des votes                                              | Total des votes                                              | 226 387                                                      | 100 %                                                        |
|                                                              | Les Démocrate (DFL) conservent                               |                                                              |                                                              |                                                              |

### 2016
| Élection de 2016 du 1er district congressionnel du Minnesota | Élection de 2016 du 1er district congressionnel du Minnesota | Élection de 2016 du 1er district congressionnel du Minnesota | Élection de 2016 du 1er district congressionnel du Minnesota | Élection de 2016 du 1er district congressionnel du Minnesota |
| ------------------------------------------------------------ | ------------------------------------------------------------ | ------------------------------------------------------------ | ------------------------------------------------------------ | ------------------------------------------------------------ |
| Parti                                                        | Parti                                                        | Candidat                                                     | Votes                                                        | %                                                            |
|                                                              | Démocrate (DFL)                                              | Tim Walz (sortant)                                           | 169 076                                                      | 50,4                                                         |
|                                                              | Républicain                                                  | Jim Hagedom                                                  | 166 527                                                      | 49,6                                                         |
| Total des votes                                              | Total des votes                                              | Total des votes                                              | 335 603                                                      | 100 %                                                        |
|                                                              | Les Démocrate (DFL) conservent                               |                                                              |                                                              |                                                              |

### 2018
| Élection de 2018 du 1er district congressionnel du Minnesota | Élection de 2018 du 1er district congressionnel du Minnesota | Élection de 2018 du 1er district congressionnel du Minnesota | Élection de 2018 du 1er district congressionnel du Minnesota | Élection de 2018 du 1er district congressionnel du Minnesota |
| ------------------------------------------------------------ | ------------------------------------------------------------ | ------------------------------------------------------------ | ------------------------------------------------------------ | ------------------------------------------------------------ |
| Parti                                                        | Parti                                                        | Candidat                                                     | Votes                                                        | %                                                            |
|                                                              | Républicain                                                  | Jim Hagedom                                                  | 146 202                                                      | 50,1                                                         |
|                                                              | Démocrate (DFL)                                              | Dan Feehan                                                   | 144 891                                                      | 49,7                                                         |
| Total des votes                                              | Total des votes                                              | Total des votes                                              | 291 093                                                      | 100 %                                                        |
|                                                              | Les Républicains prennent aux Démocrate (DFL)                |                                                              |                                                              |                                                              |

### 2020
| Élection de 2020 du 1er district congressionnel du Minnesota | Élection de 2020 du 1er district congressionnel du Minnesota | Élection de 2020 du 1er district congressionnel du Minnesota | Élection de 2020 du 1er district congressionnel du Minnesota | Élection de 2020 du 1er district congressionnel du Minnesota |
| ------------------------------------------------------------ | ------------------------------------------------------------ | ------------------------------------------------------------ | ------------------------------------------------------------ | ------------------------------------------------------------ |
| Parti                                                        | Parti                                                        | Candidat                                                     | Votes                                                        | %                                                            |
|                                                              | Républicain                                                  | Jim Hagedom (sortant)                                        | 146 202                                                      | 50,1                                                         |
|                                                              | Démocrate (DFL)                                              | Dan Feehan                                                   | 144 891                                                      | 49,7                                                         |
|                                                              | Grassroots—LC (en)                                           | Bill Rood                                                    | 21 448                                                       | 5,8                                                          |
|                                                              | Write-In                                                     | Write-In                                                     | 284                                                          | 0,1                                                          |
| Total des votes                                              | Total des votes                                              | Total des votes                                              | 312 825                                                      | 100 %                                                        |
|                                                              | Les Républicains conservent                                  |                                                              |                                                              |                                                              |

### 2022 (Spéciale)
| Élection Spéciale de 2022 du 1er district congressionnel du Minnesota | Élection Spéciale de 2022 du 1er district congressionnel du Minnesota | Élection Spéciale de 2022 du 1er district congressionnel du Minnesota | Élection Spéciale de 2022 du 1er district congressionnel du Minnesota | Élection Spéciale de 2022 du 1er district congressionnel du Minnesota |
| --------------------------------------------------------------------- | --------------------------------------------------------------------- | --------------------------------------------------------------------- | --------------------------------------------------------------------- | --------------------------------------------------------------------- |
| Parti                                                                 | Parti                                                                 | Candidat                                                              | Votes                                                                 | %                                                                     |
|                                                                       | Républicain                                                           | Brad Finstad                                                          | 59 788                                                                | 50,7                                                                  |
|                                                                       | Démocrate (DFL)                                                       | Jeff Ettinger                                                         | 55 155                                                                | 46,8                                                                  |
|                                                                       | Legal Marijuana Now (en)                                              | Richard Reisdorf                                                      | 1 536                                                                 | 1,3                                                                   |
|                                                                       | Grassroots—LC (en)                                                    | Haroun McClellan                                                      | 865                                                                   | 0,7                                                                   |
|                                                                       | Write-In                                                              | Write-In                                                              | 535                                                                   | 0,5                                                                   |
| Total des votes                                                       | Total des votes                                                       | Total des votes                                                       | 117 879                                                               | 100 %                                                                 |
|                                                                       | Les Républicains conservent                                           |                                                                       |                                                                       |                                                                       |

### 2022 (Régulière)
| Primaire Républicaine de 2022 du 1er district congressionnel du Minnesota | Primaire Républicaine de 2022 du 1er district congressionnel du Minnesota | Primaire Républicaine de 2022 du 1er district congressionnel du Minnesota | Primaire Républicaine de 2022 du 1er district congressionnel du Minnesota | Primaire Républicaine de 2022 du 1er district congressionnel du Minnesota |
| ------------------------------------------------------------------------- | ------------------------------------------------------------------------- | ------------------------------------------------------------------------- | ------------------------------------------------------------------------- | ------------------------------------------------------------------------- |
| Parti                                                                     | Parti                                                                     | Candidat                                                                  | Votes                                                                     | %                                                                         |
|                                                                           | Républicain                                                               | Brad Finstad (sortant)                                                    | 48 252                                                                    | 76,0                                                                      |
|                                                                           | Républicain                                                               | Jeremy Munson                                                             | 15 207                                                                    | 24,0                                                                      |

| Primaire Démocrate-DFL de 2022 du 1er district congressionnel du Minnesota | Primaire Démocrate-DFL de 2022 du 1er district congressionnel du Minnesota | Primaire Démocrate-DFL de 2022 du 1er district congressionnel du Minnesota | Primaire Démocrate-DFL de 2022 du 1er district congressionnel du Minnesota | Primaire Démocrate-DFL de 2022 du 1er district congressionnel du Minnesota |
| -------------------------------------------------------------------------- | -------------------------------------------------------------------------- | -------------------------------------------------------------------------- | -------------------------------------------------------------------------- | -------------------------------------------------------------------------- |
| Parti                                                                      | Parti                                                                      | Candidat                                                                   | Votes                                                                      | %                                                                          |
|                                                                            | Démocrate (DFL)                                                            | Jeff Ettinger                                                              | 51 391                                                                     | 92,1                                                                       |
|                                                                            | Démocrate (DFL)                                                            | James Rainwater                                                            | 3 115                                                                      | 5,6                                                                        |
|                                                                            | Démocrate (DFL)                                                            | George Kalberer                                                            | 1 266                                                                      | 2,3                                                                        |

| Primaire Grassroots—LC (en) de 2022 du 1er district congressionnel du Minnesota | Primaire Grassroots—LC (en) de 2022 du 1er district congressionnel du Minnesota | Primaire Grassroots—LC (en) de 2022 du 1er district congressionnel du Minnesota | Primaire Grassroots—LC (en) de 2022 du 1er district congressionnel du Minnesota | Primaire Grassroots—LC (en) de 2022 du 1er district congressionnel du Minnesota |
| ------------------------------------------------------------------------------- | ------------------------------------------------------------------------------- | ------------------------------------------------------------------------------- | ------------------------------------------------------------------------------- | ------------------------------------------------------------------------------- |
| Parti                                                                           | Parti                                                                           | Candidat                                                                        | Votes                                                                           | %                                                                               |
|                                                                                 | Grassroots—LC (en)                                                              | Brian Abrahamson                                                                | 361                                                                             | 100%                                                                            |

| Primaire Legal Marijuana Now (en) de 2022 du 1er district congressionnel du Minnesota | Primaire Legal Marijuana Now (en) de 2022 du 1er district congressionnel du Minnesota | Primaire Legal Marijuana Now (en) de 2022 du 1er district congressionnel du Minnesota | Primaire Legal Marijuana Now (en) de 2022 du 1er district congressionnel du Minnesota | Primaire Legal Marijuana Now (en) de 2022 du 1er district congressionnel du Minnesota |
| ------------------------------------------------------------------------------------- | ------------------------------------------------------------------------------------- | ------------------------------------------------------------------------------------- | ------------------------------------------------------------------------------------- | ------------------------------------------------------------------------------------- |
| Parti                                                                                 | Parti                                                                                 | Candidat                                                                              | Votes                                                                                 | %                                                                                     |
|                                                                                       | Legal Marijuana Now (en)                                                              | Richard Reisdorf                                                                      | 565                                                                                   | 100%                                                                                  |

| Élection de 2022 du 1er district congressionnel du Minnesota | Élection de 2022 du 1er district congressionnel du Minnesota | Élection de 2022 du 1er district congressionnel du Minnesota | Élection de 2022 du 1er district congressionnel du Minnesota | Élection de 2022 du 1er district congressionnel du Minnesota |
| ------------------------------------------------------------ | ------------------------------------------------------------ | ------------------------------------------------------------ | ------------------------------------------------------------ | ------------------------------------------------------------ |
| Parti                                                        | Parti                                                        | Candidat                                                     | Votes                                                        | %                                                            |
|                                                              | Républicain                                                  | Brad Finstad (sortant)                                       | 159 621                                                      | 53,8                                                         |
|                                                              | Démocrate (DFL)                                              | Jeff Ettinger                                                | 125 457                                                      | 42,3                                                         |
|                                                              | Legal Marijuana Now (en)                                     | Richard Reisdorf                                             | 6389                                                         | 2,2                                                          |
|                                                              | Grassroots—LC (en)                                           | Brian Abrahamson                                             | 4943                                                         | 1,7                                                          |
|                                                              | Indépendant                                                  | Garth Coughlin Weir (Write-In)                               | 0                                                            | 0,0                                                          |
|                                                              | Write-In                                                     | Write-In                                                     | 137                                                          | 0,0                                                          |
| Total des votes                                              | Total des votes                                              | Total des votes                                              | 296 547                                                      | 100 %                                                        |
|                                                              | Les Républicains conservent                                  |                                                              |                                                              |                                                              |

### 2024
| Primaire Républicaine de 2024 du 1er district congressionnel du Minnesota | Primaire Républicaine de 2024 du 1er district congressionnel du Minnesota | Primaire Républicaine de 2024 du 1er district congressionnel du Minnesota | Primaire Républicaine de 2024 du 1er district congressionnel du Minnesota | Primaire Républicaine de 2024 du 1er district congressionnel du Minnesota |
| ------------------------------------------------------------------------- | ------------------------------------------------------------------------- | ------------------------------------------------------------------------- | ------------------------------------------------------------------------- | ------------------------------------------------------------------------- |
| Parti                                                                     | Parti                                                                     | Candidat                                                                  | Votes                                                                     | %                                                                         |
|                                                                           | Républicain                                                               | Brad Finstad (sortant)                                                    | 30 057                                                                    | 90,9                                                                      |
|                                                                           | Républicain                                                               | Shawn Tweten                                                              | 1599                                                                      | 4,8                                                                       |
|                                                                           | Républicain                                                               | Gregory Goetzman                                                          | 1409                                                                      | 4,3                                                                       |

| Primaire Démocrate-DFL de 2024 du 1er district congressionnel du Minnesota | Primaire Démocrate-DFL de 2024 du 1er district congressionnel du Minnesota | Primaire Démocrate-DFL de 2024 du 1er district congressionnel du Minnesota | Primaire Démocrate-DFL de 2024 du 1er district congressionnel du Minnesota | Primaire Démocrate-DFL de 2024 du 1er district congressionnel du Minnesota |
| -------------------------------------------------------------------------- | -------------------------------------------------------------------------- | -------------------------------------------------------------------------- | -------------------------------------------------------------------------- | -------------------------------------------------------------------------- |
| Parti                                                                      | Parti                                                                      | Candidat                                                                   | Votes                                                                      | %                                                                          |
|                                                                            | Démocrate (DFL)                                                            | Rachel Bohman                                                              | 26 406                                                                     | 100%                                                                       |

| Élection de 2024 du 1er district congressionnel du Minnesota | Élection de 2024 du 1er district congressionnel du Minnesota | Élection de 2024 du 1er district congressionnel du Minnesota | Élection de 2024 du 1er district congressionnel du Minnesota | Élection de 2024 du 1er district congressionnel du Minnesota |
| ------------------------------------------------------------ | ------------------------------------------------------------ | ------------------------------------------------------------ | ------------------------------------------------------------ | ------------------------------------------------------------ |
| Parti                                                        | Parti                                                        | Candidat                                                     | Votes                                                        | %                                                            |
|                                                              | Républicain                                                  | Brad Finstad (sortant)                                       | 220 929                                                      | 58,5                                                         |
|                                                              | Démocrate (DFL)                                              | Rachel Bohman                                                | 156 375                                                      | 41,4                                                         |
|                                                              | Write-In                                                     | Write-In                                                     | 297                                                          | 0,1                                                          |
| Total des votes                                              | Total des votes                                              | Total des votes                                              | 377 601                                                      | 100 %                                                        |
|                                                              | Les Républicains conservent                                  |                                                              |                                                              |                                                              |